# 西大泉
西大泉（にしおおいずみ）は、東京都練馬区の町名。現行行政地名は西大泉一丁目から西大泉六丁目。住居表示実施済区域。

## 地理
練馬区の北西部に位置する。主に住宅地や農地として利用される。
北は埼玉県新座市野寺、片山、東は大泉学園町、南は東大泉（白子川が境界）、南大泉、西は西東京市下保谷、北町に隣接する。
なお、新座市片山の中に練馬区の飛地である西大泉町があるが、西大泉とは別の町名として扱われている。

### 地価
住宅地の地価は、2025年（令和7年）1月1日の公示地価によれば、西大泉2-18-18の地点で27万9000円/m2、
西大泉4-13-10の地点で25万7000円/m2となっている。

## 歴史

### 地名の由来
「大泉」については大泉村を参照。

### 沿革
- 江戸時代は武蔵国新座郡小榑村の一部。
- 1889年（明治22年） - 埼玉県新座郡榑橋村の一部となる。
- 1891年（明治24年） - 東京府北豊島郡大泉村の一部となる[6]。
- 1932年（昭和7年） - 東京府東京市板橋区西大泉町となる[6]。
- 1947年（昭和22年） - 東京都練馬区西大泉町となる。
- 1981年（昭和56年） - 住居表示の実施により、西大泉町の一部が東京都練馬区西大泉となる[7]。なお、飛地部はこの時住居表示がなされずに「西大泉町」のまま現在に至っている。

### 町名の変遷
| 実施後       | 実施年月日   | 実施前（各町の一部） |
| ------------ | ------------ | -------------------- |
| 西大泉一丁目 | 1981年8月1日 | 西大泉町、東大泉町   |
| 西大泉二丁目 | 1981年8月1日 | 西大泉町             |
| 西大泉三丁目 | 1981年8月1日 | 西大泉町、大泉学園町 |
| 西大泉四丁目 | 1981年8月1日 | 西大泉町             |
| 西大泉五丁目 | 1981年8月1日 | 西大泉町             |
| 西大泉六丁目 | 1981年8月1日 | 西大泉町             |
| 西大泉一丁目 | 1986年4月1日 | 西大泉町             |

## 世帯数と人口
2025年（令和7年）4月1日現在（練馬区発表）の世帯数と人口は以下の通りである。
| 丁目         | 世帯数     | 人口     |
| ------------ | ---------- | -------- |
| 西大泉一丁目 | 1,971世帯  | 4,003人  |
| 西大泉二丁目 | 1,294世帯  | 2,909人  |
| 西大泉三丁目 | 1,765世帯  | 3,702人  |
| 西大泉四丁目 | 1,620世帯  | 3,852人  |
| 西大泉五丁目 | 2,196世帯  | 4,615人  |
| 西大泉六丁目 | 1,301世帯  | 2,828人  |
| 計           | 10,147世帯 | 21,909人 |

### 人口の変遷
国勢調査による人口の推移。
| 年                 | 人口   |
| ------------------ | ------ |
| 1995年（平成7年）  | 19,502 |
| 2000年（平成12年） | 20,274 |
| 2005年（平成17年） | 20,871 |
| 2010年（平成22年） | 21,268 |
| 2015年（平成27年） | 21,564 |
| 2020年（令和2年）  | 21,950 |

### 世帯数の変遷
国勢調査による世帯数の推移。
| 年                 | 世帯数 |
| ------------------ | ------ |
| 1995年（平成7年）  | 7,002  |
| 2000年（平成12年） | 7,553  |
| 2005年（平成17年） | 8,037  |
| 2010年（平成22年） | 8,462  |
| 2015年（平成27年） | 8,637  |
| 2020年（令和2年）  | 9,243  |

## 学区
区立小・中学校に通う場合、学区は以下の通りとなる（2022年7月現在）。
| 丁目         | 番地                              | 小学校                 | 中学校               |
| ------------ | --------------------------------- | ---------------------- | -------------------- |
| 西大泉一丁目 | 1〜7番                            | 練馬区立大泉小学校     | 練馬区立大泉中学校   |
| 西大泉一丁目 | 8〜37番                           | 練馬区立大泉第四小学校 | 練馬区立大泉中学校   |
| 西大泉二丁目 | 1〜8番 11〜13番 18〜21番 24〜25番 | 練馬区立大泉第四小学校 | 練馬区立大泉中学校   |
| 西大泉二丁目 | 9〜10番 14〜17番 22〜23番         | 練馬区立大泉第四小学校 | 練馬区立大泉西中学校 |
| 西大泉三丁目 | 1〜15番                           | 練馬区立大泉小学校     | 練馬区立大泉中学校   |
| 西大泉三丁目 | 16〜33番                          | 練馬区立大泉第三小学校 | 練馬区立大泉西中学校 |
| 西大泉四丁目 | 1〜4番                            | 練馬区立大泉第三小学校 | 練馬区立大泉西中学校 |
| 西大泉四丁目 | 5〜29番                           | 練馬区立大泉西小学校   | 練馬区立大泉西中学校 |
| 西大泉五丁目 | 16～17番 33番                     | 練馬区立大泉第四小学校 | 練馬区立大泉中学校   |
| 西大泉五丁目 | 1〜15番 18〜32番 34〜37番         | 練馬区立大泉第四小学校 | 練馬区立大泉西中学校 |
| 西大泉六丁目 | 全域                              | 練馬区立大泉西小学校   | 練馬区立大泉西中学校 |

## 交通

### 鉄道
| 近隣の駅                                       |
| ---------------------------------------------- |
| 西武池袋線 - 大泉学園駅(SI 11) - 保谷駅(SI 12) |

町域内に鉄道は引かれておらず、南部では西武池袋線の、大泉学園駅や保谷駅が最寄駅になる。

### 道路
- 関越自動車道ｰｰｰ、北東部を通り、大泉学園町との境界を成している。
- 東京都道・埼玉県道24号練馬所沢線ｰｰｰ（一部がかつての清戸道）が通っている。

## 事業所
2021年（令和3年）現在の経済センサス調査による事業所数と従業員数は以下の通りである。
| 丁目         | 事業所数  | 従業員数 |
| ------------ | --------- | -------- |
| 西大泉一丁目 | 73事業所  | 344人    |
| 西大泉二丁目 | 40事業所  | 342人    |
| 西大泉三丁目 | 92事業所  | 824人    |
| 西大泉四丁目 | 109事業所 | 845人    |
| 西大泉五丁目 | 109事業所 | 899人    |
| 西大泉六丁目 | 94事業所  | 430人    |
| 計           | 517事業所 | 3,684人  |

### 事業者数の変遷
経済センサスによる事業所数の推移。
| 年                 | 事業者数 |
| ------------------ | -------- |
| 2016年（平成28年） | 512      |
| 2021年（令和3年）  | 517      |

### 従業員数の変遷
経済センサスによる従業員数の推移。
| 年                 | 従業員数 |
| ------------------ | -------- |
| 2016年（平成28年） | 3,416    |
| 2021年（令和3年）  | 3,684    |

## 施設

### 一丁目
- 竹の子憩いの森
- 進幼稚園
- 大泉第四小学校
- のぞみ児童遊園

### 二丁目
- 西大泉2郵便局

### 三丁目
- 本照寺
- 諏訪神社
- 大泉西中学校
- 西大泉保育園
- 西大泉3郵便局

### 四丁目
- JA東京あおば西大泉支店
- 大泉西小学校

### 五丁目
- 稲荷神社
- 西大泉地区区民館
- 常勝院
- 大乗院
- 練馬西大泉五郵便局
- 東京都練馬就労支援ホーム

## その他

### 日本郵便
- 郵便番号 : 178-0065[3]（集配局 : 大泉郵便局[18]）。